# Kemiyondo Coutinho
Kemiyondo Coutinho là một nhà viết kịch, nữ diễn viên và nhà làm phim người Uganda có trụ sở tại Los Angeles. Cô bắt đầu một nền tảng âm nhạc mang tên A Ka Dope nhằm mục đích mang đến cho những nghệ sĩ mới ở Uganda một lượng khán giả. Bộ phim ngắn đầu tay của đạo diễn Kyenvu đã giành giải Phim ngắn tự sự hay nhất tại Liên hoan phim Pan Phi. Cô đã được điểm tin trên Giọng hát châu Phi của CNN vì những đóng góp có ảnh hưởng của mình trong nghệ thuật.

## Đời sống
Coutinho được sinh ra ở Kampala ở Uganda, có bố mẹ là Sheila Coutinho và Alex Coutinho. Khi được ba tuần, cô chuyển đến Swaziland, nơi cô được giáo dục ban đầu. Năm mười ba tuổi, cô gia nhập United World College of Waterford Kamhlaba vào năm 2001. Cô tốt nghiệp năm 2007 và đến Portland, Oregon để theo học trường Cao đẳng Lewis và Clark để tốt nghiệp với chuyên ngành kép về Sân khấu và Truyền thông.
Cô có bằng Thạc sĩ Mỹ thuật tại Nhà hát Nhạc viện Hoa Kỳ (ACT).
Năm 2007, cô đã viết và đóng vai vở Jabulile! được biểu diễn tại Liên hoan nghệ thuật quốc gia ở Grahamstown. Vở kịch này sau đó được sản xuất tại Canada và New York và Chicago. Vở kịch đề cập đến việc thiếu cơ hội mở ra cho các thương nhân nữ Swazi. Vở kịch thứ hai của cô, Kawuna, bạn cũng vậy, cũng đề cập đến sự bất bình đẳng này đặc biệt liên quan đến HIV/AIDS năm 2012.
Vào năm 2014, chương trình truyền hình "Khám phá Uganda" hàng tuần đã được phát động bởi Bộ trưởng danh dự Maria Mutagamba và Hướng dẫn viên ngọc cho NTV Uganda. Coutinho đã tổ chức một loạt các chương trình du lịch.
Vào tháng 7 năm 2015, cô xuất hiện "tuyệt vời" với vai Lady Torrance trong Orpheus Descending bởi Tennessee Williams ở Seattle.
Coutinho là một người đam mê sân khấu và là người sáng lập và giám đốc nghệ thuật của lễ hội NUVO, giải quyết các vấn đề xã hội và nghệ thuật ở Uganda. NUVO là viết tắt của New Voices và nó nhằm thu hút sự chú ý về vấn đề HIV/AIDS.
Kemiyondo đã viết, đạo diễn và đóng vai chính trong Kyenvu một bộ phim về sự quấy rối của chiếc váy ngắn ở Uganda. Cô cũng bắt đầu A Ka Dope, một nền tảng âm nhạc hướng đến việc mang lại những gương mặt mới trong ngành công nghiệp âm nhạc. Cô đã được vinh danh trên Giọng hát châu Phi của CNN năm 2017 cho đóng góp của mình trong nghệ thuật.